# Buiswater

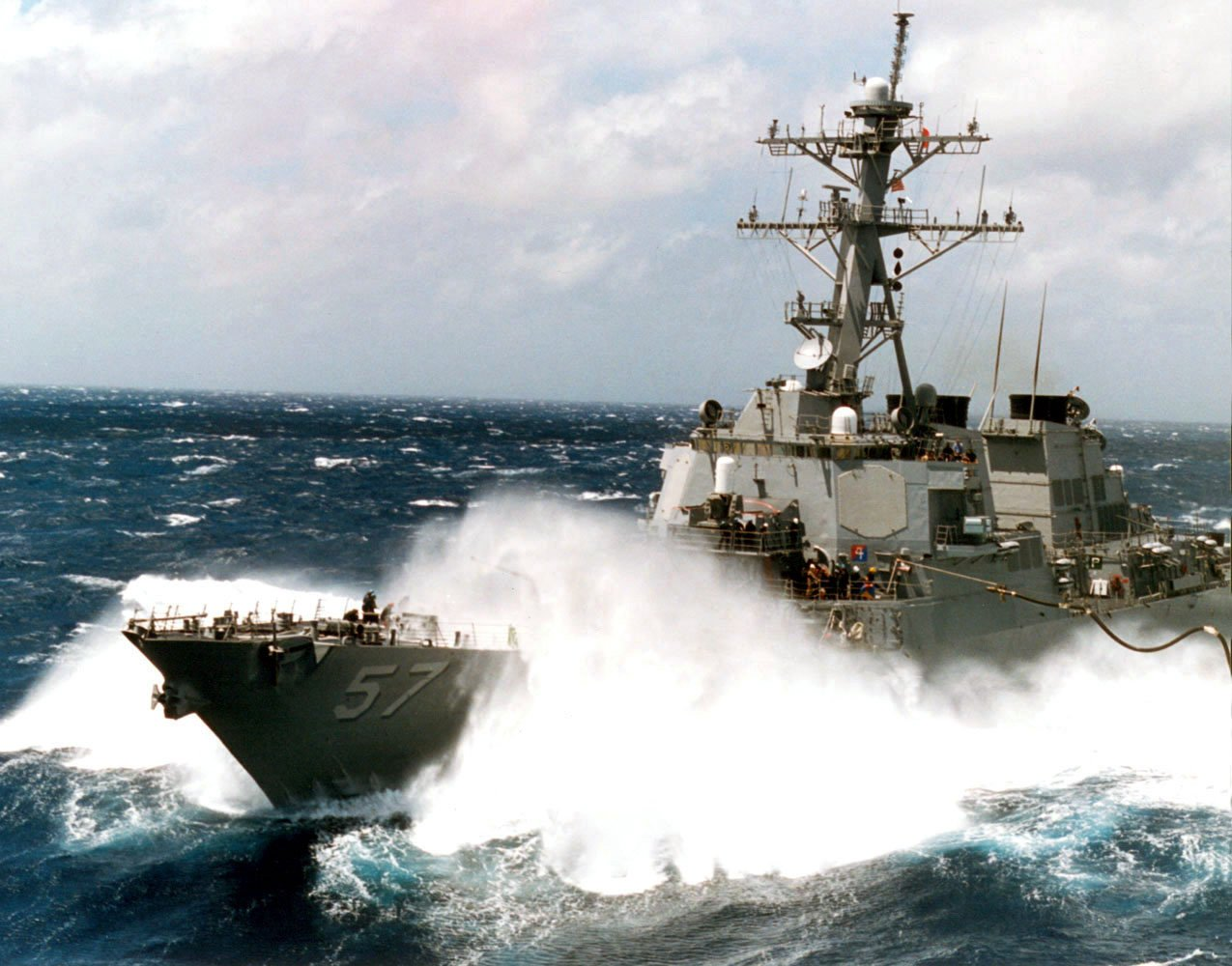
Een Amerikaans marineschip in buiswater.

Buiswater is water dat door de combinatie van wind, golven en snelheid over een schip slaat. Meestal over de boeg van een varend schip, maar bij harde wind kan het ook over de zij en het hek overslaan.
Ook bij kalm weer en met weinig wind kan buiswater ontstaan, namelijk als de koers van een schip die van een ander schip op korte afstand kruist. Ook dan kan die combinatie van factoren voor buiswater over de schepen zorgen.
Bij stormweer krijgen schepen vaak met veel buiswater te maken. Het is dan vaak te gevaarlijk om evenwijdig aan de golven te varen, vanwege de op het schip uitgeoefende krachten waardoor het schip te veel zou gaan slingeren. Een verstandig schipper of kapitein van een zeilschip gaat bijliggen: de kop zo veel mogelijk in de wind houden en indien het schip op de motor vaart, snelheid minderen. Zelfs dan kan er zoveel buiswater overkomen dat de boeg vanaf de brug nog nauwelijks zichtbaar is. Het is dan van levensbelang dat bij vrachtschepen de luiken goed waterdicht zijn afgesloten en dat bij schepen met traditionele houten luiken de presennings goed met keggen zijn vastgezet.
Reddingschepen die bij stormweer een schip in nood bijstaan, hebben uit de aard der zaak altijd te maken met buiswater.
Zeilboten hebben ter verhoging van de veiligheid en het comfort van de opvarenden in de regel een buiskap, die voorkomt dat buiswater in de kuip slaat en op de aanwezigen.